# Districtul Mueang Chiang Mai
Mueang Chiang Mai (în thailandeză เมืองเชียงใหม่) este un district (Amphoe) din provincia Chiang Mai, Thailanda, cu o populație de 234.244 de locuitori și o suprafață de 152,4 km².